# Gedenkstein für Carl Graf von Beust

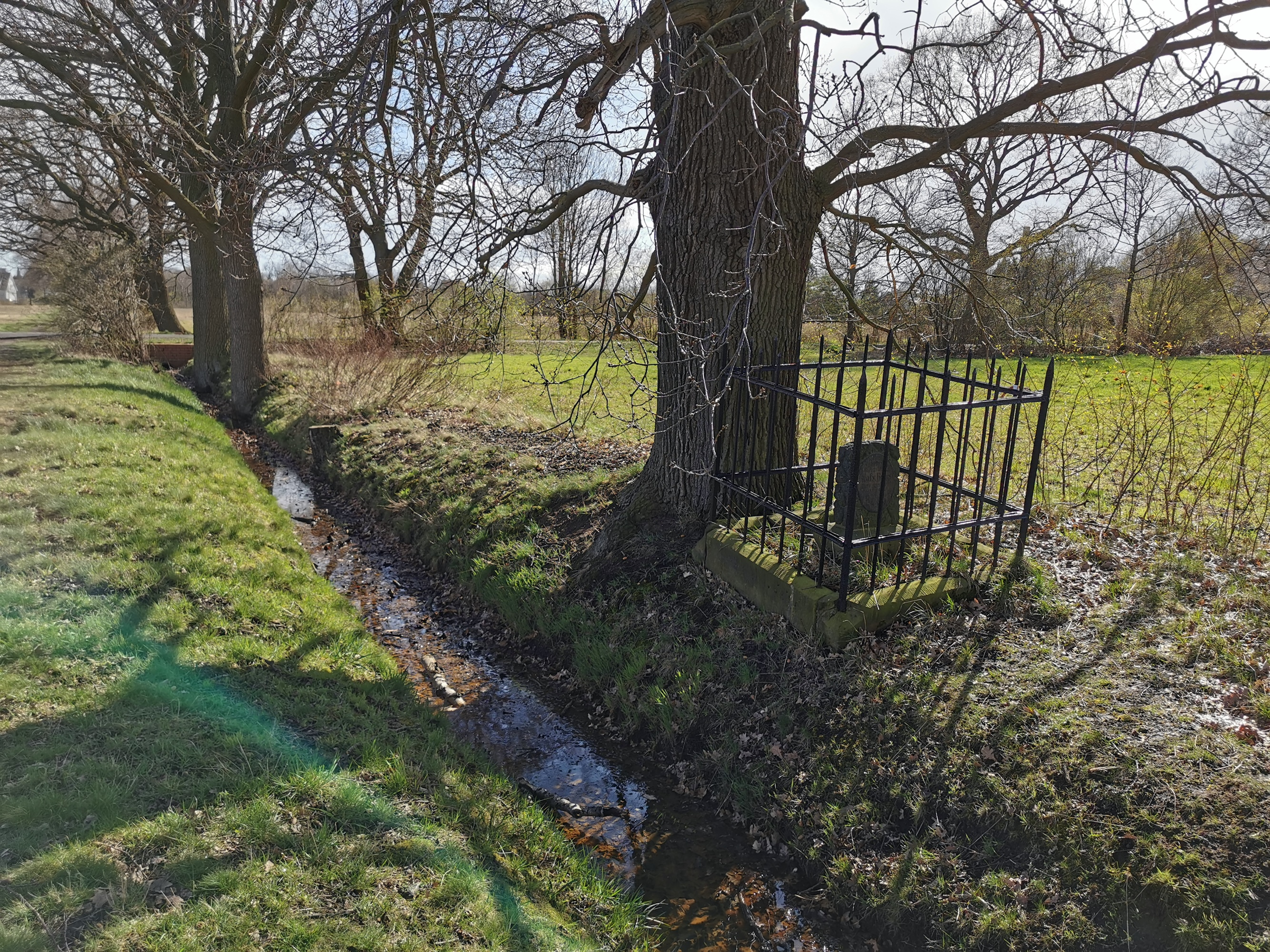
Umfriedeter Gedenkstein an alter Eiche

Der Gedenkstein für Carl Graf von Beust am Fischteichweg in Hannover, Stadtteil Vinnhorst, erinnert an den Anfang September 1874 nach einem schweren Sturz vom Pferd und einem 16-tägigen Krankenhausaufenthalt zu Tode gekommenen, in zahlreichen Gefechten und Schlachten vielfach ausgezeichneten Offizier Carl Graf von Beust.

## Geschichte
Carl von Beust (geboren 19. November 1843 in Weimar; gestorben 2. September 1874 in Hannover) war ein Mitglied des Adelsgeschlechtes von Beust und Sohn des Sachsen-Weimarischen General-Adjutantens und Oberhofmarschalls Friedrich von Beust.
Seine militärische Karriere begann er am 1. April 1864 mit dem Eintritt in das 1. Garde-Ulanen-Regiment, in dem er am 16. Dezember des Jahres zum Portepee-Fähnrich ernannt wurde und am 10. Oktober des Folgejahres zum Sektionsleutnant. 1866 nahm er im Deutschen Krieg auf Seiten Preußens an der Schlacht bei Königgrätz gegen Österreich teil, bevor er zum 1. Oktober 1867 zur Königlich Preußischen Kriegsakademie beordert wurde.
Im Deutsch-Französischen Krieges 1870/71 beteiligte er sich am Gefecht bei Beaumont und an der Schlacht von Sedan und wirkte in den Gefechten bei Buzancy, L’Isle-Adam, Gisors und Longchamps und beteiligte sich schließlich an der Belagerung von Paris, wurde dann aber vom 11. November 1870 bis zum 24. Mai 1871 „zur Dienstleistung bei des Erbgroßherzogs von Sachsen Königl. Hoheit“ eingeteilt, während der er – nach Kriegsende – am 15. Juli 1871 zum Premierlieutenant ernannt wurde.
Als Rittmeister à la suite des 1. Garde-Ulanen-Regiments diente von Beust ab dem 1. Oktober 1872 als Adjutant beim Militär-Reitinstitut in Hannover. Knapp zwei Jahre später von Beust bewohnte 1874 privat das Haus Escherstraße 3 – ritt von Beust mit Kameraden vom 1. Garde-Ulanden-Regiment querfeldein und stürzte bei dem sonntäglichen Spazierritt am 16. oder 23. August 1874 mit seinem Pferd. Dabei verletzte er sich so schwer, dass er in das hannoversche Garnisonhospital verbracht wurde. Noch auf seinem Krankenlager wurde er zum Rittmeister ernannt; ein damals übliches Verfahren, um die mögliche Witwe mittels höherer Witwenrenten-Ansprüche besser zu versorgen. Offenbar blieb unbemerkt, dass von Beust nicht verheiratet war. Er starb ledig am 2. September 1874 im Militärkrankenhaus.

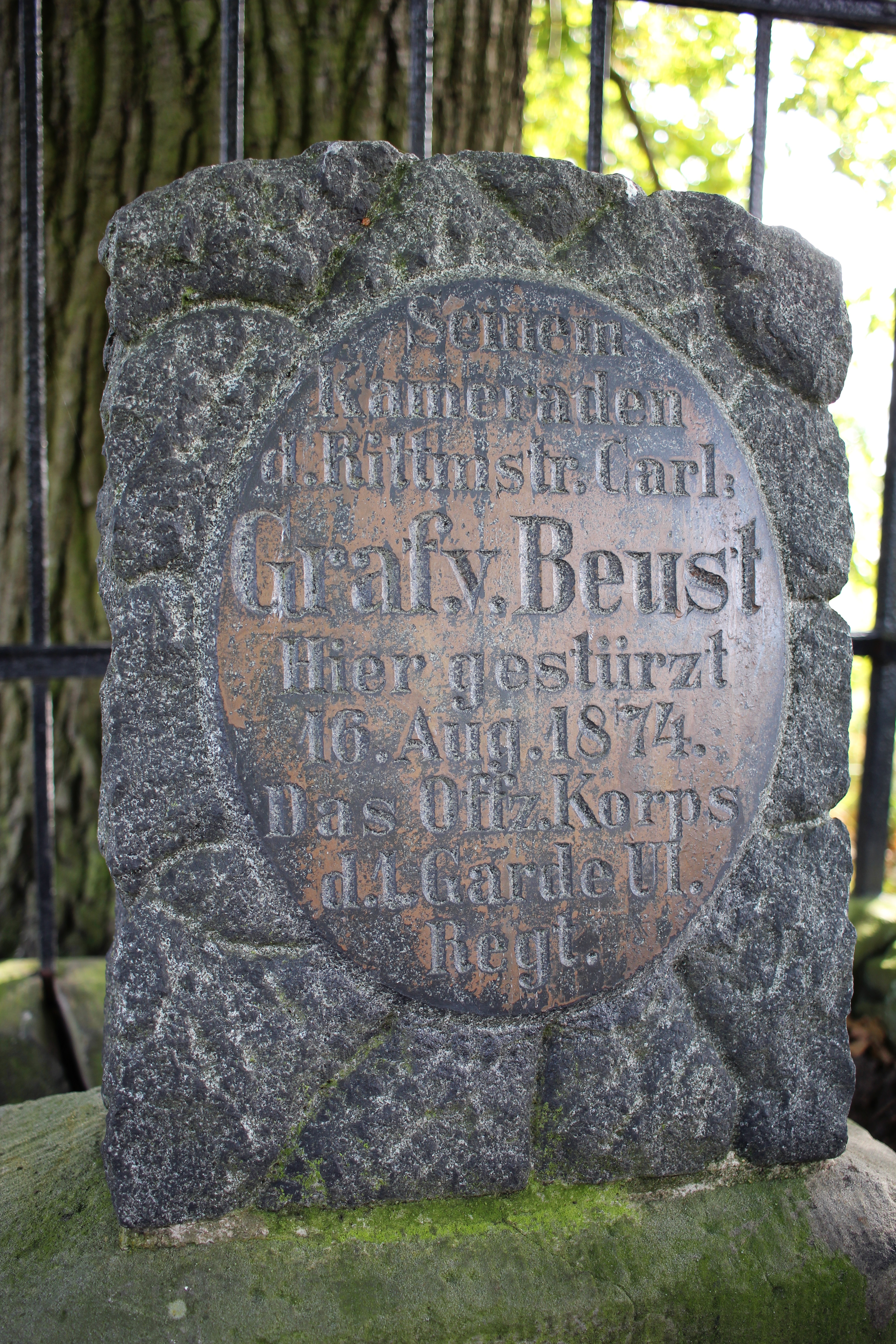
Inschrift in polierter Steintafel

Am 4. September um 8.00 Uhr morgens wurde von Beusts Leichnam vom Militärlazarett mit militärischen Ehren zum „zum Bahnhofe“ überführt. Der Sarg wurde begleitet von einem Leichenzug, den 16 aus dem Manöver abkommandierte Musiker des 1. Hannoverschen Ulanen-Regiments Nr. 13 zu Pferde eröffneten, gefolgt von einer Abteilung zu Pferde der Unteroffizier-Reitschule. Den Toten geleiteten weitere Unteroffiziere zu Fuß, gefolgt von Offizieren des Reitinstituts und zwei Geistlichen. Mit der Eisenbahn wurde von Beusts Leichnam schließlich in seine Heimat in Weimar überstellt.
Dem zuvor für seine persönliche Liebenswürdigkeit und militärische Tüchtigkeit geschätzten Verstorbenen setzte das Offizierskorps des 1. Garde-Ulanen-Regiments später an der Unglücksstelle einen auf einen Sockel aufgesetzten Gedenkstein. Dieser findet sich noch heute im Schatten einer alten Eiche in einer rechteckigen Einfriedung aus Sandsteinblöcken mit hohem schmiedeeisernem Gitter. Eine mit in den Stein gravierte Tafel trägt die Inschrift
Seinem
Kameraden
d. Rittmstr. Carl:
Graf. v. Beust
Hier gestürzt
16.Aug.1874
Das Offz.Korps
d.1.Garde Ul.
Regt.